# Ronald Turini
Ronald Turini (* 30. September 1934 in Montreal) ist ein kanadischer Pianist und Musikpädagoge.

## Leben
Turinis Vater war ein Italoamerikaner, seine Mutter eine Kanadierin dänischer Herkunft. Er hatte bereits in früher Kindheit Klavierunterricht bei seiner Mutter, dann am McGill Conservatory bei Frank Hanson. Von 1943 bis 1950 war er am Konservatorium von Montreal Schüler von Yvonne Hubert, Germaine Malépart und Isidor Philipp. Schon vor dem Abschluss am Konservatorium debütierte er als Pianist bei den Matinées Symphoniques des Montreal Symphony Orchestra unter Wilfrid Pelletier. 1950 gewann er den Prix Archambault. Ab 1953 studierte er am Mannes College of Music in New York bei Isabelle Vengerova und später bei Olga Stroumillo. Letztere machte ihn mit Vladimir Horowitz bekannt, der ihn weitere fünf Jahre unterrichtete und prägend für seinen Stil als Pianist war.
Zwischen 1956 und 1959 unternahm Turini für die Jeunesses musicales of Canada Konzerttourneen durch Kanada. 1958 gewann er Zweite Preise beim Internationalen Klavierwettbewerb Ferruccio Busoni in Bozen und beim Concours international d’exécution musicale de Genève, 1960 den Zweiten Preis beim Concours Reine Elisabeth in Brüssel.
Darauf tourte er erneut durch Kanada und debütierte 1961 in der New Yorker Carnegie Hall. In den 1960er Jahren unternahm er Konzertreisen durch Südamerika und die Sowjetunion. 1965 trat er in Amsterdam im Concertgebouw und in London u. a. in der Wigmore Hall auf, 1967 im kanadischen Pavillon der Expo 67 und mit dem London Philharmonic Orchestra unter Adrian Boult und gab Recitals in Irland und Frankreich. 
1968 spielte er Rachmaninows Drittes Klavierkonzert mit dem Toronto Symphony Orchestra. In den USA gastierte er als Solist u. a. mit dem National Symphony Orchestra (1968) und dem San Antonio Symphony Orchestra (1970). 1971 unternahm er eine Nordamerikatournee mit dem Melbourne Symphony Orchestra. Regelmäßig trat er seit den frühen 1950er Jahren mit dem Montreal Symphony Orchestra auf. 1975 war er Gründungsmitglied des Quartet Canada mit dem Geiger Steven Staryk, dem Bratschisten Gerald Stanick und dem Cellisten Tsuyoshi Tsutsumi.
Ab 1975 unterrichtete Turini an der University of Western Ontario, außerdem auch an der Johannesen International School of the Arts in Victoria. Daneben setzte er seine Laufbahn als Klaviersolist fort. 1977 spielte er mit dem Quebec Symphony Orchestra Schumanns Klavierkonzert. 1980 gab er bei der Pro Musica Society in Montreal Duo-Recitals mit der Geigerin Ida Haendel. Mehr als drei Jahrzehnte nahm Turini Kammermusik auf Tonträger auf.

## Lexikalischer Eintrag
- Pierre Rochon: Ronald Turini. In:  Encyclopedia of Music in Canada. herausgegeben von The Canadian Encyclopedia (englisch, französisch).